# Astigmatisme
|  | No s'ha de confondre amb estigmatisme. |

En oftalmologia, l'astigmatisme (del grec ἀ-, 'sense', i στιγμή, 'punt') és una ametropia que generalment prové d'un problema en la curvatura de la còrnia que impedeix l'enfocament clar dels objectes propers o llunyans. És un dels tipus d'aberració òptica de primer ordre en el sistema òptic de l'ull humà.
La superfície transparent anterior de l'ull (la còrnia) és pràcticament esfèrica en l'ull normal, mentre que, en una persona que pateix astigmatisme, està una mica deformada per l'aplanament d'algun dels seus eixos (de 0 graus a 180 graus). Això dona una alteració de la imatge parcialment compensada per l'enfocament del cristal·lí amb cansament ocular tant de lluny com de prop. L'astigmatisme dona una imatge borrosa.
Encara que l'astigmatisme pot presentar-se com un defecte aïllat, en la majoria dels casos es combina amb la miopia o la hipermetropia. La quantitat d'astigmatisme corneal que es pateix no es modifica pràcticament durant tota la vida, però sí que minva la capacitat de compensar-lo. Les persones afectades tindran problemes visuals tant de lluny com de prop.

## Simptomatologia
La simptomatologia pot ser diferent entre dos individus i fins i tot és canviant. Alguns dels símptomes que es poden desencadenar són: dolor a la nuca, cefalea, mala agudesa visual de lluny, coïssor als ulls, ulls envermellits, etc.

Esquema de l'astigmatisme. S'observa una refracció diferent entre meridià vertical i horitzontal

## Etiologia
La causa de l'astigmatisme és una alteració en la curvatura anterior de la còrnia. També, pot estar ocasionat per una asimetria en la curvatura del cristal·lí. Generalment, és d'origen congènit però també pot aparèixer després d'algunes intervencions quirúrgiques oculars, com la cirurgia de cataractes, traumatismes varis, etc.

## Classificació
L'astigmatisme es pot classificar de diferents maneres segons el punt de vista.

### Per graus
- Baix: Entre 0,25 i 1 diòptria.
- Mig: Major o igual a 1 diòptria i menor que 3.
- Alt: Major o igual a 3 diòptries.

### Regular o irregular
- Astigmatisme regular: Aquest és el tipus d'astigmatisme més comú a la població. Els dos meridians principals se situen en línia recta. Es pot corregir amb la utilització de lents de contacte.

- Astigmatisme irregular: Menys freqüent i més difícil de corregir amb lents de contacte. Els meridians no se situen en línia recta.

### Simple, compost, o mixta
- Simple: Es produeix quan una de les línies focals es localitza sobre la retina i l'altra davant o darrere d'aquesta.
- Compost: Cap de les dues línies focals es localitzen sobre la retina.
- Mixta: Aquest cas apareix quan un dels meridians és miop i l'altre hipermetrop.

### Directe, invers o oblic.
- Directe: El meridià vertical té una potència més elevada que l'horitzontal. La refracció més elevada es localitza al meridià vertical i la més baixa a l'horitzontal.
- Invers: Inversament a l'astigmatisme directe. El meridià horitzontal té més potència que el vertical.
- Oblic: Aquest cas és el punt intermedi dels dos casos esmentats anteriorment. La refracció no es troba ni al meridià vertical ni horitzontal sinó en un punt oblic.[9]

## Tractament
El tractament per l'astigmatisme engloba diferents mecanismes de correcció. Aquests són: ulleres, lents de contacte, cirurgia refractiva i Mini Queratotomia Radial Asimètrica (Mini Asymmetric Radial Keratotomy - M.A.R.K.).
La cirurgia refractiva permet a través d'un làser la modificació de la curvatura de la còrnia. D'aquesta manera es pot corregir el defecte refractiu. Aquesta intervenció quirúrgica no és gran molèstia per la persona.En el cas de l'astigmatisme la intervenció quirúrgica es pot dur a terme fins a 5 diòptries.